# Guts Muts Dresden
Der SV Guts Muts 1902 Dresden war ein Sportverein aus dem Dresdner Stadtteil Johannstadt. Er wurde 1902 gegründet. Nach dem Zweiten Weltkrieg existierte der Verein nicht weiter, gilt aber als Vorgängerverein der 1951 neu gegründeten BSG Turbine Dresden, die heute SSV Turbine Dresden heißt. Die Männerfußballmannschaft von Guts Muts nahm 1923 als Mitteldeutscher Fußballmeister an der Endrunde um die deutsche Meisterschaft teil. Zwischen 1933 und 1941 spielte das Dresdner Team mehrere Jahre in der höchsten Spielklasse, der Gauliga.

## Geschichte

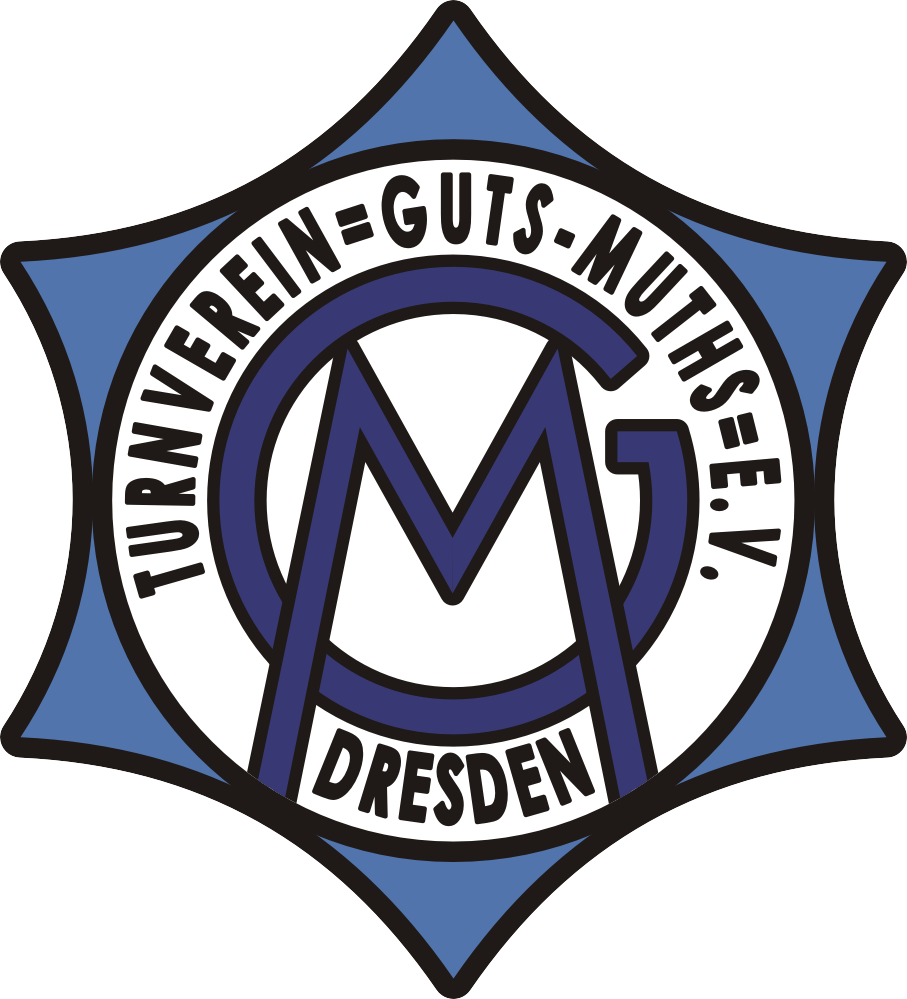
Logo des Turnvereins Guts Muths, aus dem der SV Guts Muts hervorgegangen ist

Am 8. Mai 1902 gründeten Schüler des Gymnasiums „Zum heiligen Kreuz“ und Turner des Turnverein GutsMuths einen eigenen Sportverein. Den Namen Guts Muts wählten sie, um zu unterstreichen, dass ihre Wurzeln im Turnverein waren. Man wählte Blau und Weiß zu den Vereinsfarben, da die meisten der Gründerschüler als Gymnasiasten ein blau-weißes Mützenband trugen. Die Farben führten bald dazu, dass der Verein und seine Mannschaften als „die Lilien“ bezeichnet wurden.
Mit der Gründung des Vereins begann auch gleich der Fußballspielbetrieb. Nach dem Ersten Weltkrieg entwickelte sich Guts Muts zum größten Sportverein Sachsens mit rund 1500 Mitgliedern in zwölf Abteilungen; das Angebot umfasste neben Fußball unter anderem Tennis, Leichtathletik, Handball, Schwimmen, Boxen, Paddeln, Turnen und Hockey.
Einen der größten Erfolge feierte Guts Muts 1922/23, als die Fußballmannschaft Mitteldeutscher Fußballmeister wurde und an der Endrunde um die Deutsche Meisterschaft 1922/23 teilnahm. Die Mannschaft unterlag dort im Viertelfinale dem späteren Deutschen Meister Hamburger SV am 13. Mai 1923 im Stadion von Altona 93 in Altona vor 20.000 Zuschauern mit 0:2.
Wenige Monate später gab es zur Eröffnung des Sportplatzes an der Radrennbahn in Reick am 11. August ein Freundschaftsspiel gegen den niederländischen Spitzenklub Blauw Wit Amsterdam, das Guts Muts mit 3:2 gewann. Der Verein wurde nun neben dem Dresdner SC zu einem der spielstärksten Vereine in Sachsen. International spielte man weitere Freundschaftsspiele gegen Mannschaften wie die Bolton Wanderers, Slavia Prag, Boldklub 1876 Kopenhagen, Galatasaray Konstantinopel oder die ägyptische Olympiaauswahl.
Mit der Neuordnung der Fußballverbände und -klassen mit Beginn des Nationalsozialismus spielte Guts Muts Dresden in der damals stärksten Spielklasse Deutschlands, der Gauliga Sachsen. Zu Beginn des Zweiten Weltkrieges wurden in der Saison 1939/40 mehrere Stammspieler in die Wehrmacht eingezogen; dadurch konnte das hohe Spielniveau in der Gauliga nicht mehr gehalten werden, und Guts Muts stieg ab. 1940/41 schaffte der Verein den Wiederaufstieg in die höchste Spielklasse, um jedoch 1941/42 direkt wieder abzusteigen.
Im letzten Spiel als SV Guts Muts am 17. Dezember 1944 unterlagen die „Lilien“ dem Ortsrivalen Dresdner SC mit 0:1.
Das Frauenteam des Klubs wurde 1927 Deutscher Feldhandballmeister der Deutschen Sportbehörde für Leichtathletik (DSB).
Der Nachfolgeverein SSV Turbine Dresden spielt immer noch auf dem ehemaligen Guts-Muts-Sportplatz an der Pfotenhauerstraße in Dresden Fußball, allerdings auf Kreisliganiveau.

## Bekannte Spieler

### Nationalspieler
- August Sackenheim
- Rudolf Leip
- Martin Reißmann

### Weitere bekannte Spieler
- Fritz Machate
- Heinz Schwipps
- Johannes Than
- Heinz Liebert
- Kurt Birkner

## Weitere Erfolge
Die Frauen der Guts-Muts-Handballabteilung wurden 1927 Deutscher Meister des DSB im Feldhandball. Den Männern gelang zur Spielzeit 1936/37 der Aufstieg in die erstklassige Handball-Gauliga Sachsen.
Ein Vereinsmitglied namens Weinhold belegte bei den deutschen Leichtathletik-Meisterschaften 1924 im Zehnkampf den dritten Platz.